# Ralph Piddington
Ralph O’Reilly Piddington (* 19. Februar 1906 in Sydney, Australien; † 8. Juli 1974 in Takapuna) war ein australischer Anthropologe und Psychologe.
Er studierte an der University of Sydney in den späten 1920er Jahren. 1930 und 1931 unternahm er anthropologische Forschungen in Nordwestaustralien. 1932 ging er zur Fortsetzung seiner Studien nach London an die London School of Economics, wo er die nächsten sechs Jahre blieb. Nach Erwerb seines Ph.D. 1936 war er seit 1938 als Lehrkraft und am anthropologischen Museum der Universität Aberdeen tätig. Er kehrte 1944 nach Australien zurück, um mit dem Australian Army’s Directorate of Research and Civil Affairs zu arbeiten.
Er unterstand Colonel Jack Keith Murray von der School of Civil Affairs, Duntroon, die später die Australian School of Pacific Administration wurde, die verantwortlich war für die Ausbildung von Beamten, die später im australischen Territorium Papua und Neuguinea arbeiteten.
Er kehrte 1946 nach Großbritannien zurück, wo er zum Reader für Social Anthropology an der Universität Edinburgh berufen worden war. 1949 wurde er Gründungsprofessor für Anthropologie an der University of New Zealand (Auckland) berufen, eine Position, die er bis zu seiner Emeritierung 1972 innehatte. Eine seiner ersten Studentinnen dort war Joan Metge.
Berühmt ist seine anthropologische Arbeit über das totemistische System der Karadjeri, die zuerst in der Zeitschrift Oceania erschien und einen gewissen Einfluss auf La Mythologie primitive, das Spätwerk von Lucien Lévy-Bruhl, ausgeübt hat.
Marjorie Eileen Piddington (geborene Barnes) war seine erste Frau.

## Werke
- mit Marjorie Eileen M. Piddington: Report on Field Work in North-Western Australia, in: Oceania 2, 1932, S. 342–358.
- The Psychology of Laughter. London, Figurehead 1933
- An Introduction to Social Anthropology. 2 Bände. Edinburgh 1950 und 1957